# Sazare-ishi

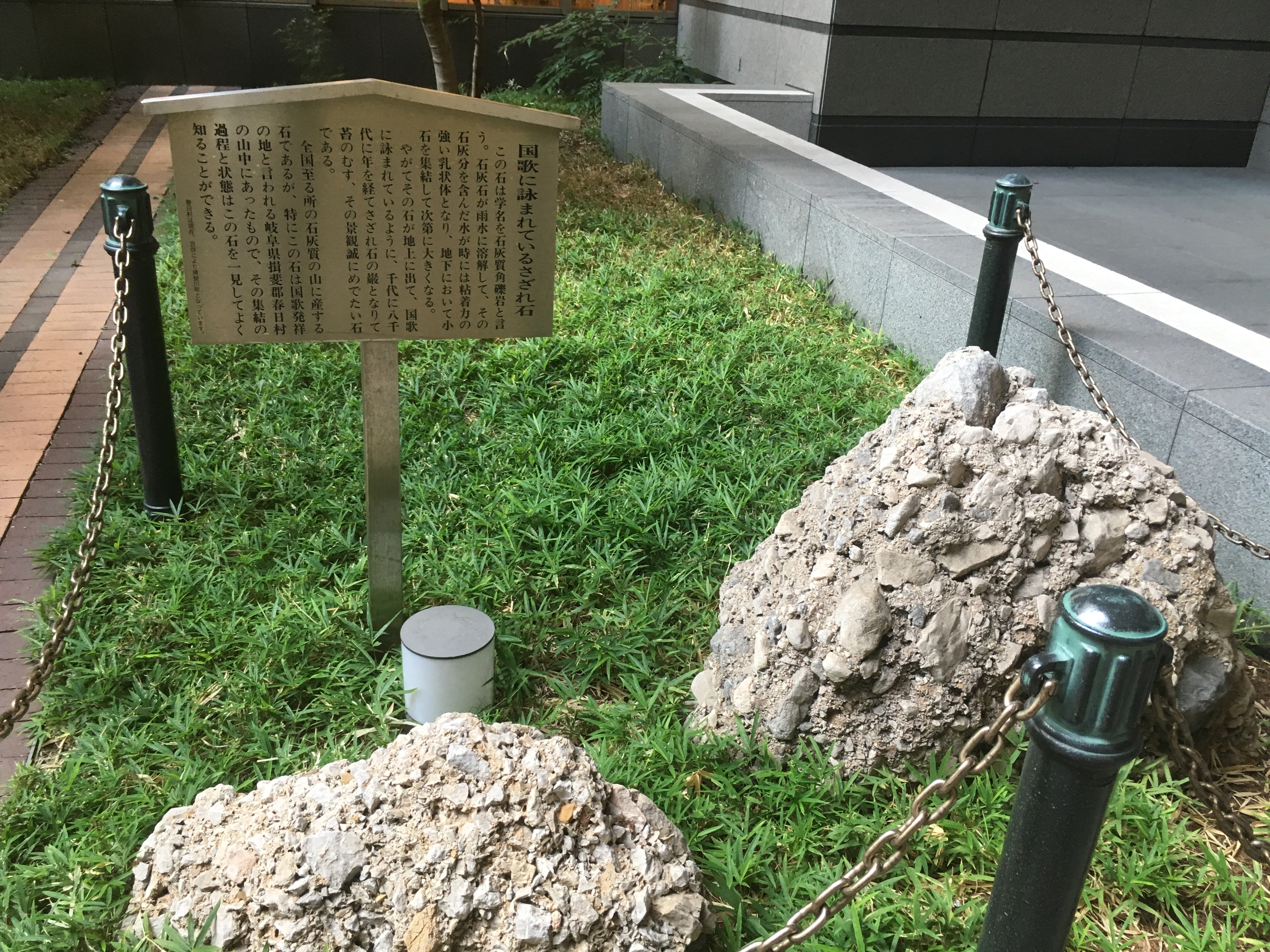
Sazare-ishi vor dem MEXT

Mit Sazare-ishi (japanisch 細石) wurden ursprünglich einfache kleine (Kiesel)steine bezeichnet. Heute werden damit gewöhnlich Felsen bezeichnet, die aus kleinen Steinen und Steinfragmenten durch Einlagerung von Calciumcarbonat und Eisen(III)-hydroxidoxid zu einer massiven Gesteinsformation, einem kalkhaltigen Konglomerat, verschmolzen sind. Sazare-ishi findet man innerhalb Japans in den Präfekturen Shiga, Gifu und dem Berg Ibuki. 2003 wurde bei Bauarbeiten am Omi-Schrein in Hyūga in der Präfektur Miyazaki einige der größten Sazare-ishi gefunden. 
Der Text des Kimi Ga Yo, der japanischen Nationalhymne beschreibt wie aus den ursprünglichen kleinen Steinen ein Fels (巌, iwao) erwächst, der über eine lange Zeit hinweg vom Moos bedeckt wird. Man nimmt an, dass der Ursprung des Textes der Nationalhymne in Ibigawa in der Präfektur Gifu liegt, wo sich auch der Sazare-ishi Garten befindet mit Sazare-ishi, die zum Naturdenkmal deklariert wurden.

## Galerie

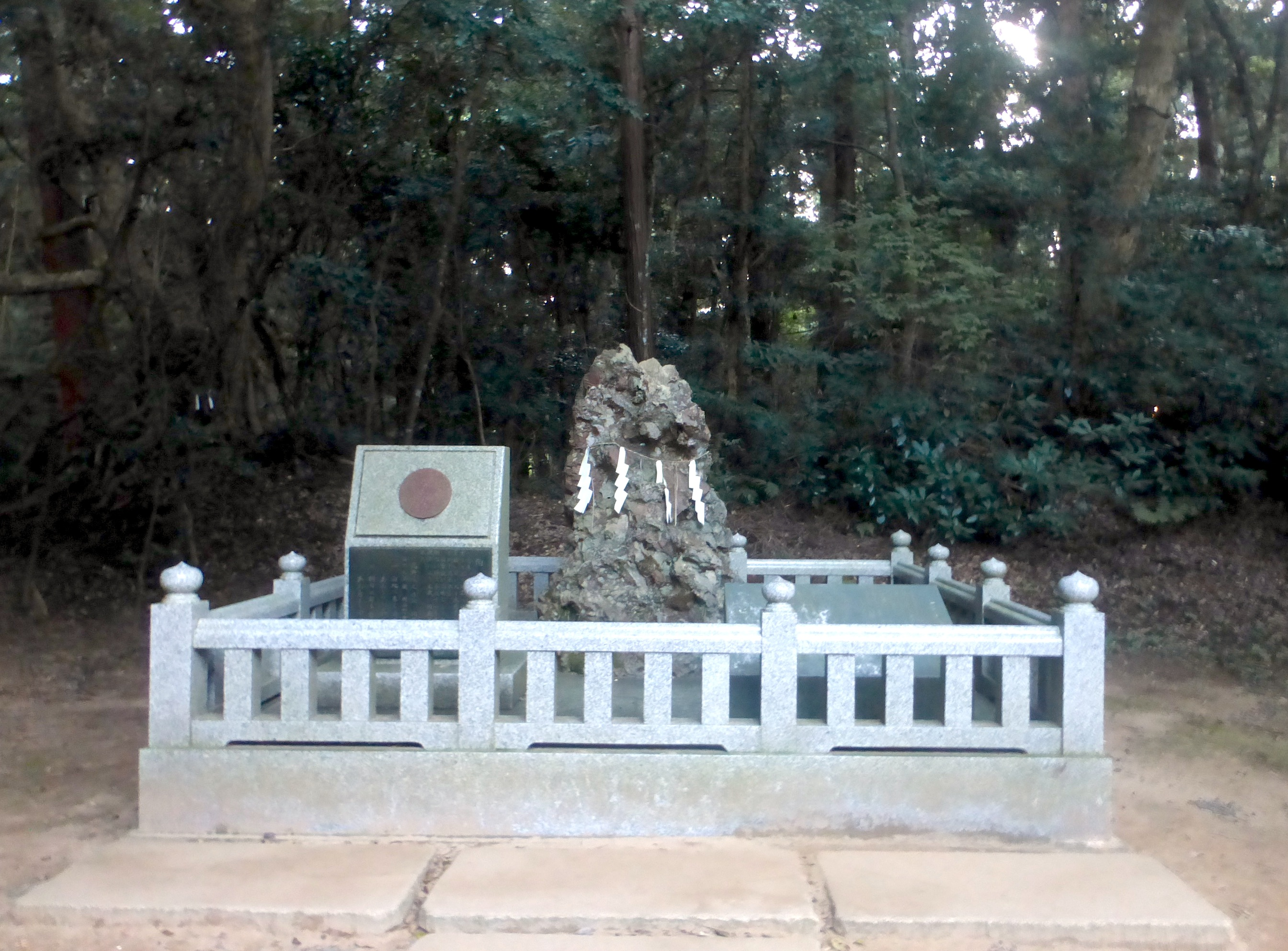
Sazare-ishi am Kashima-jingū
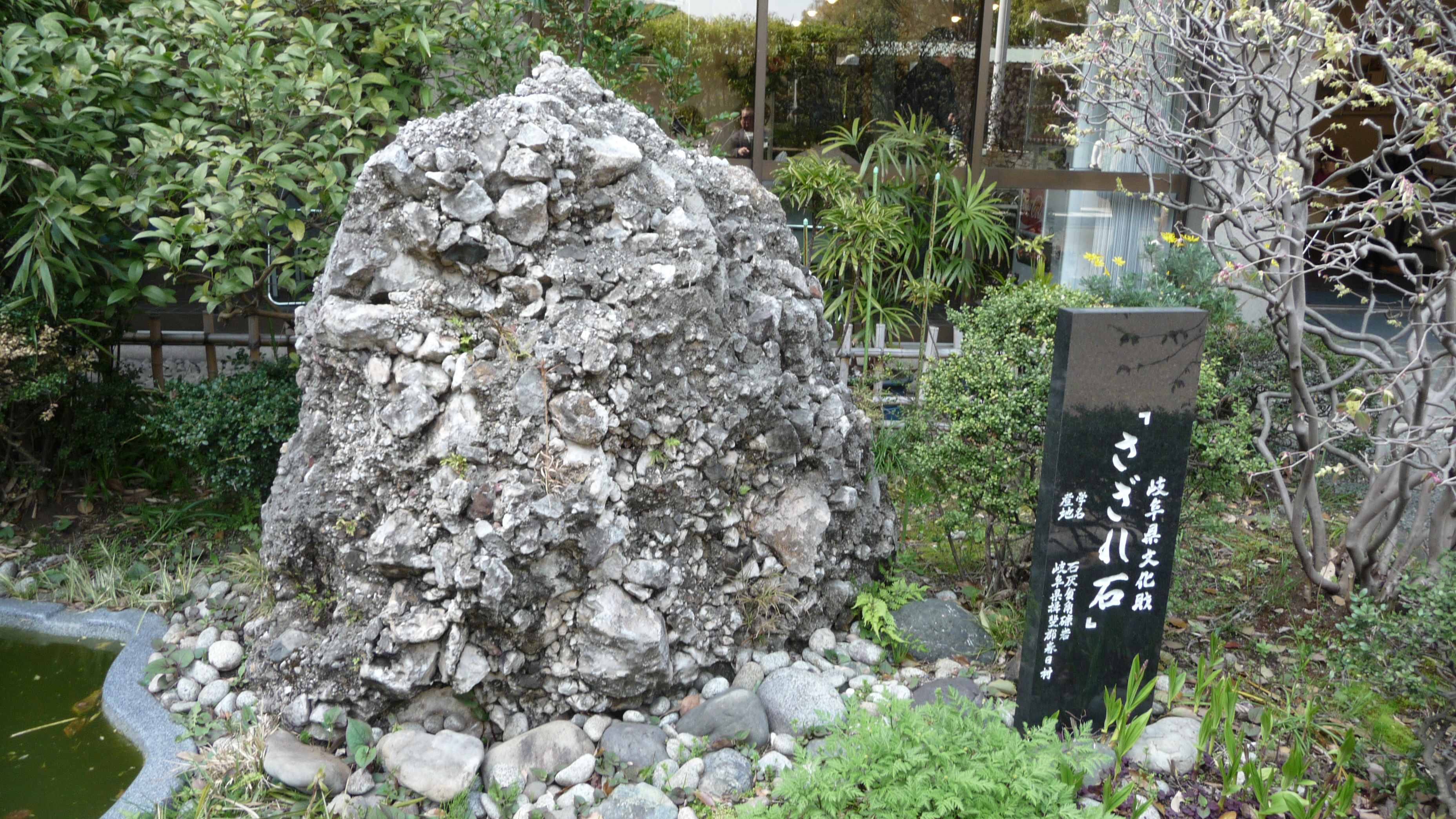
Sazare-ishi auf dem Nationalfriedhof Chidorigafuchi
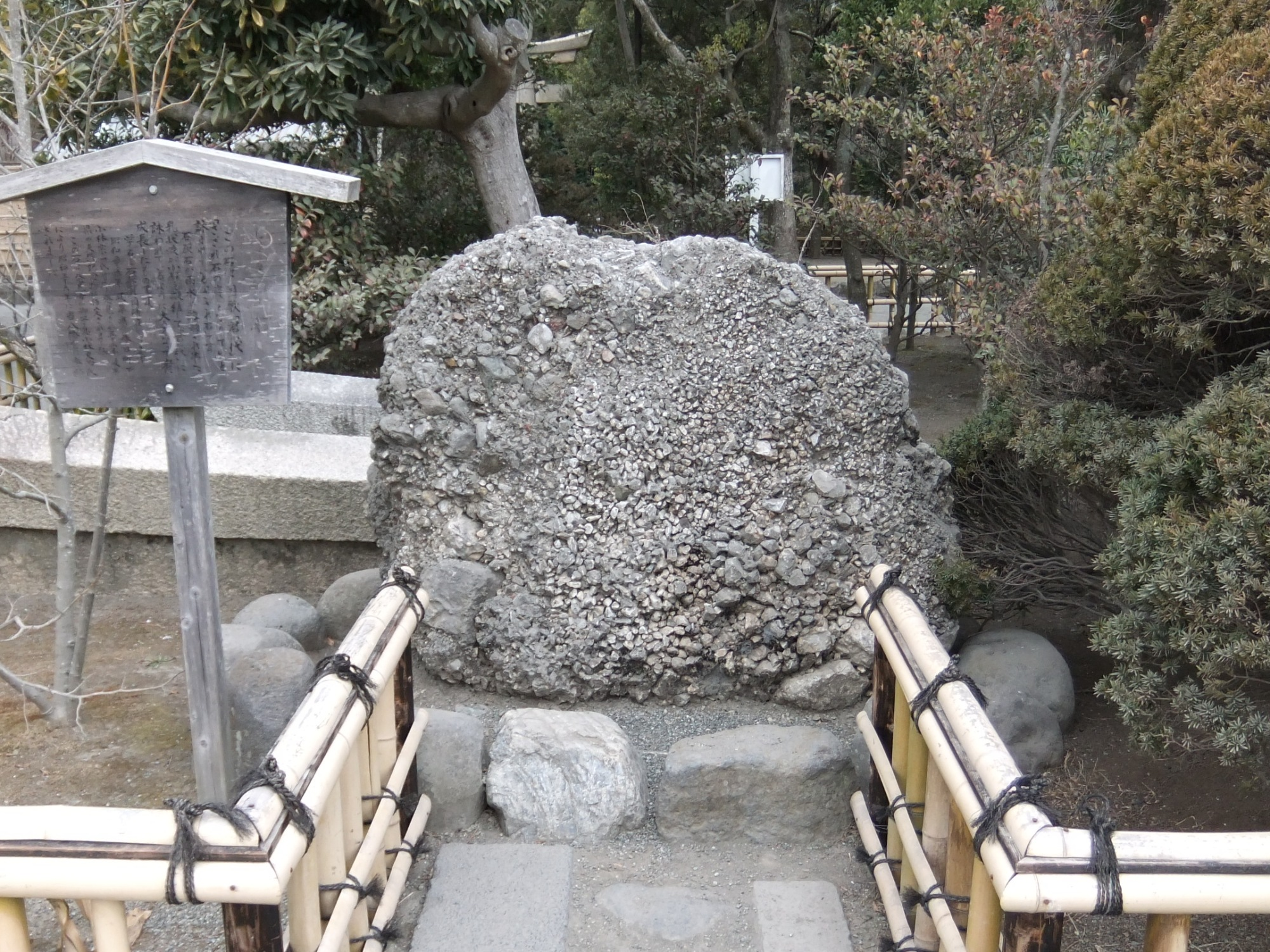
Sazare-ishi am Tsurugaoka Hachiman-gū
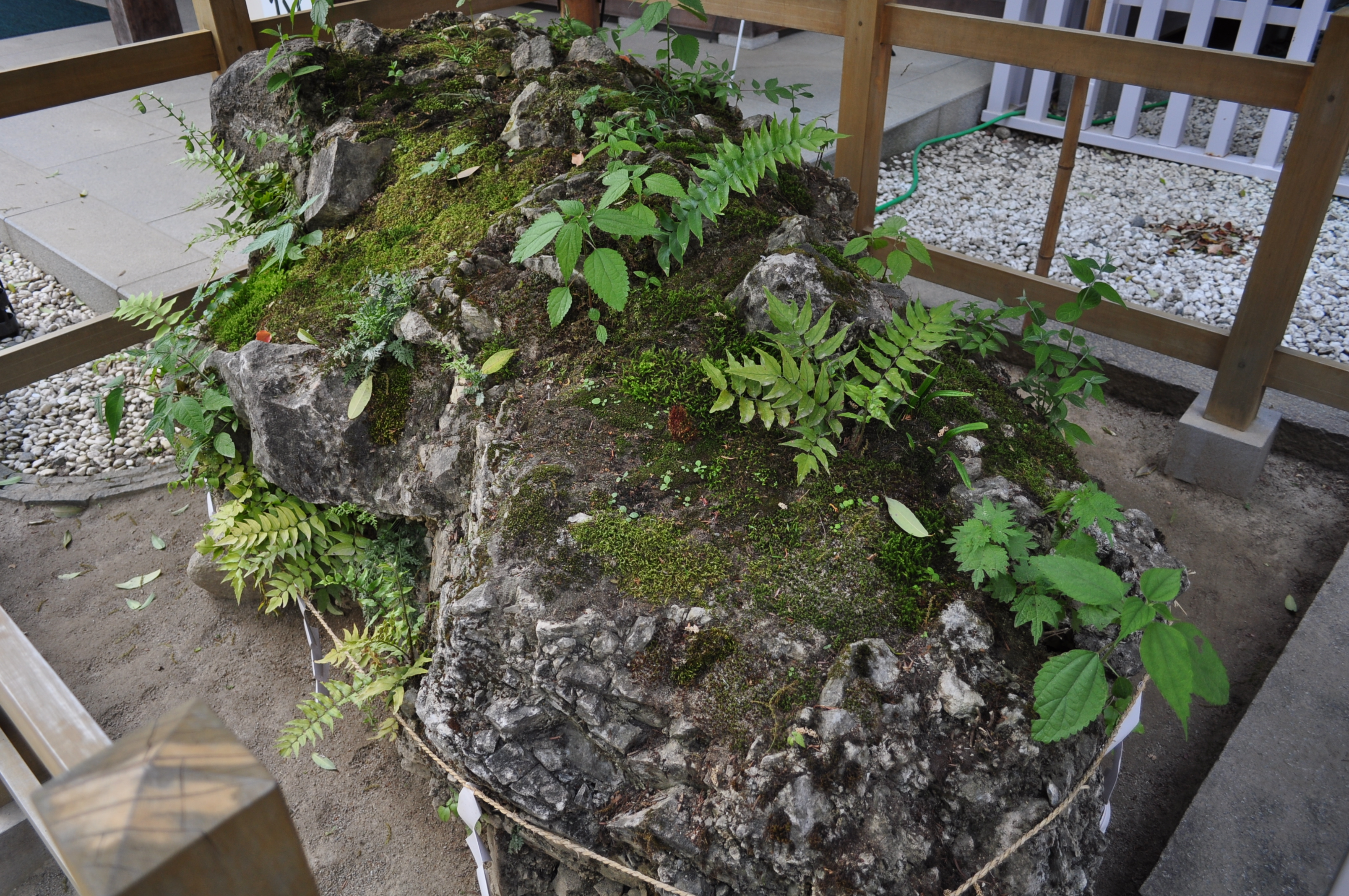
Sazare-ishi am Takeda-Schrein
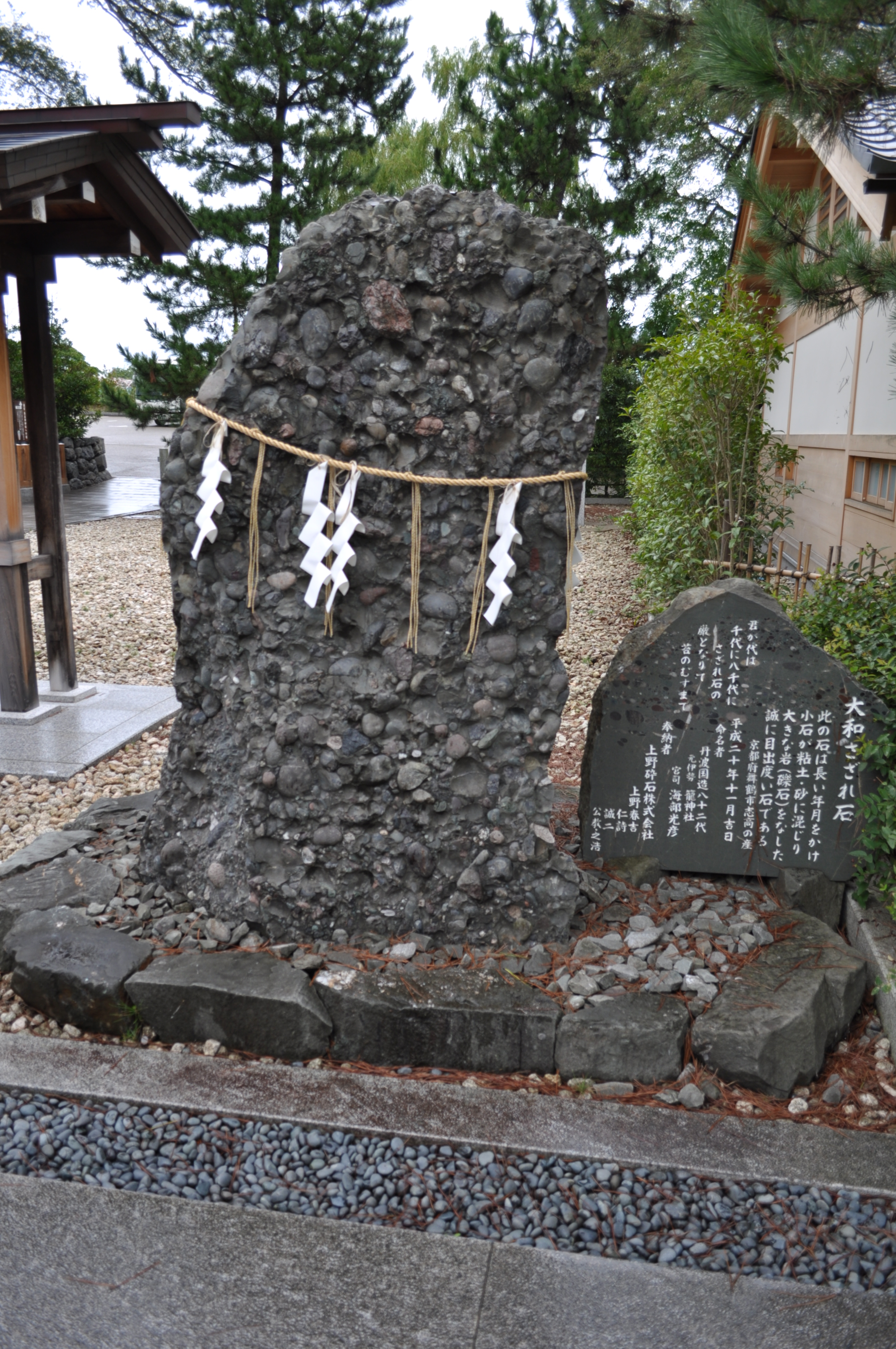
Sazare-ishi am Kono Schrein
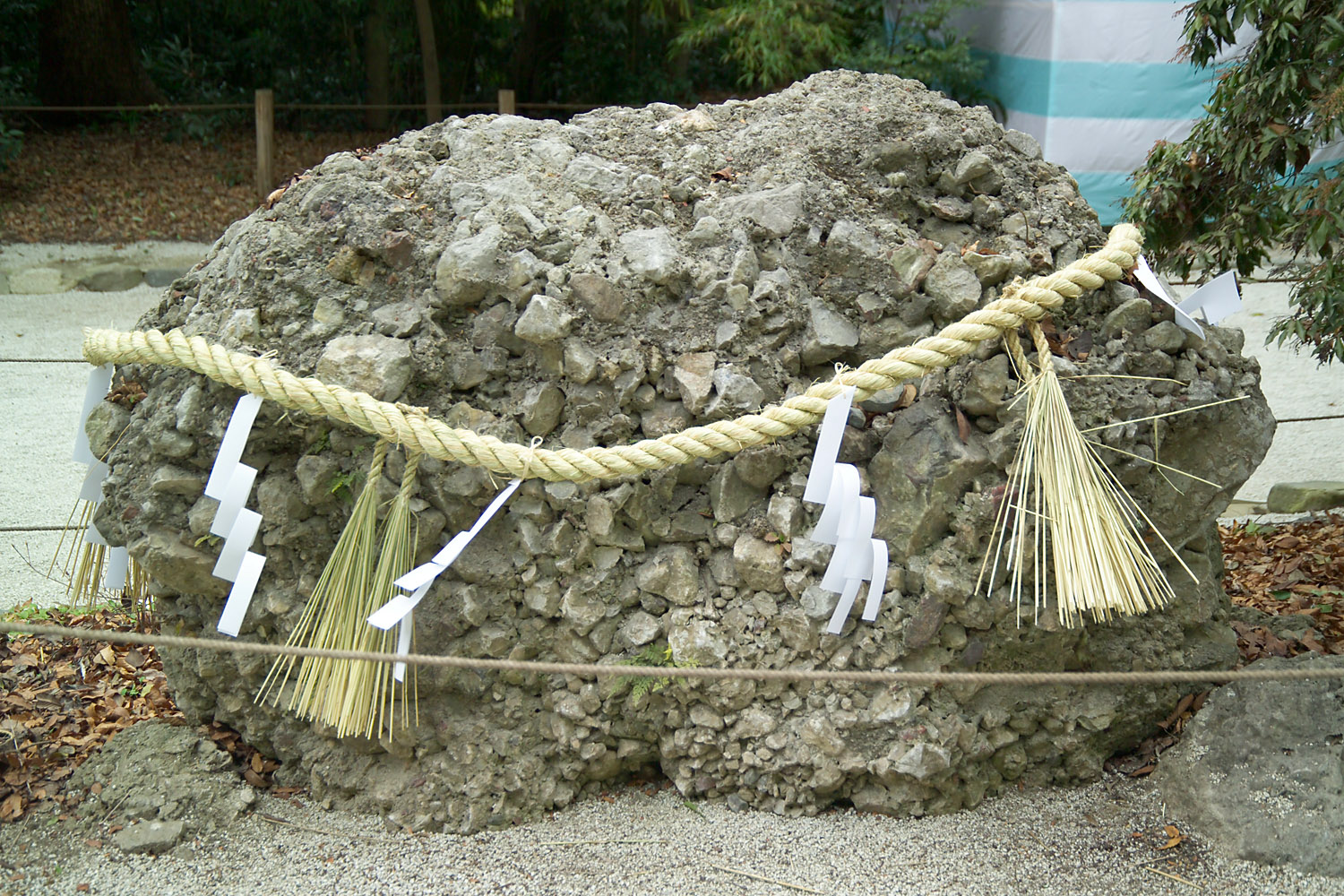
Sazare-ishi am Shimogamo-Schrein
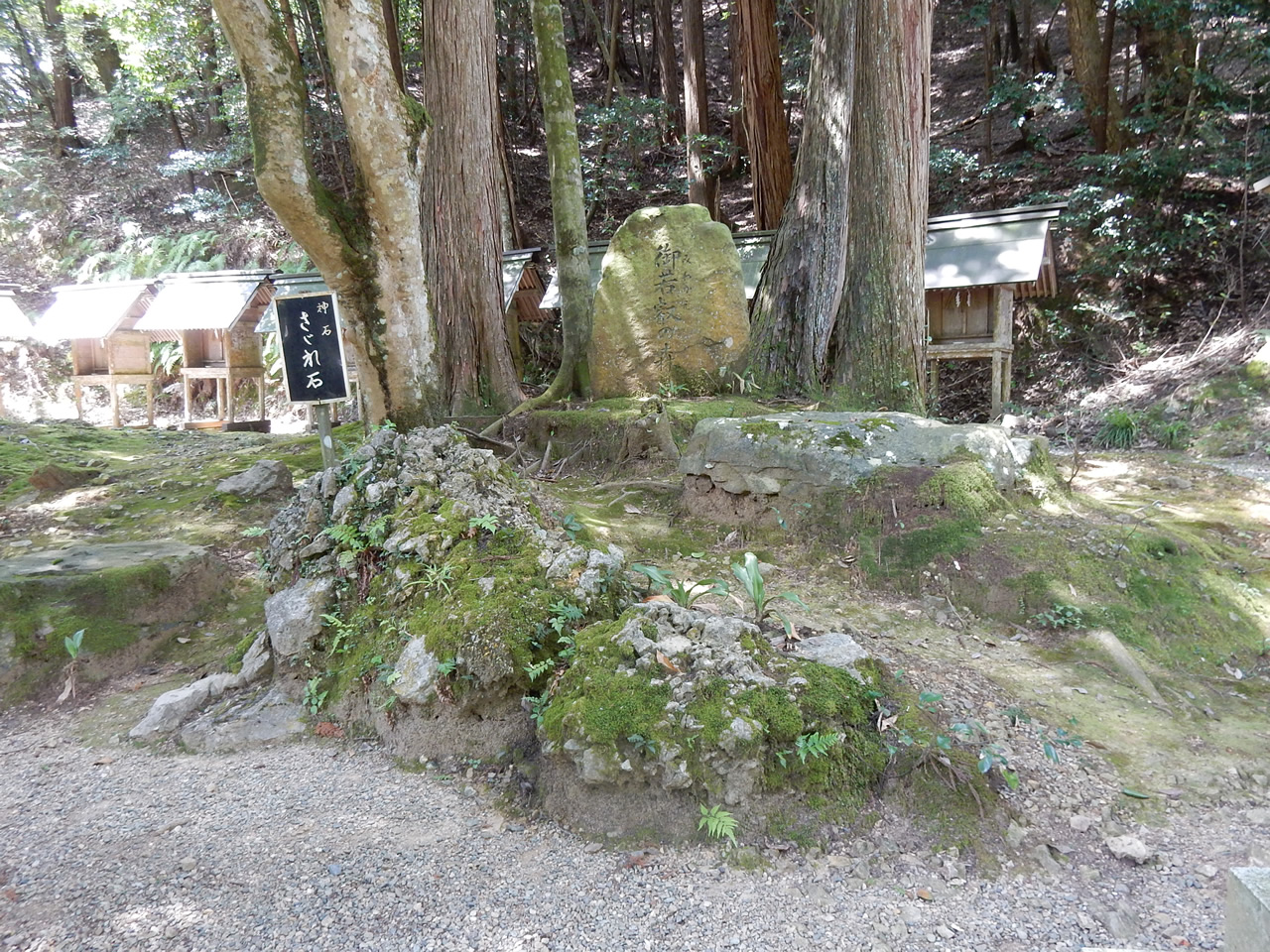
Sazare-ishi am Kōtai-jinja
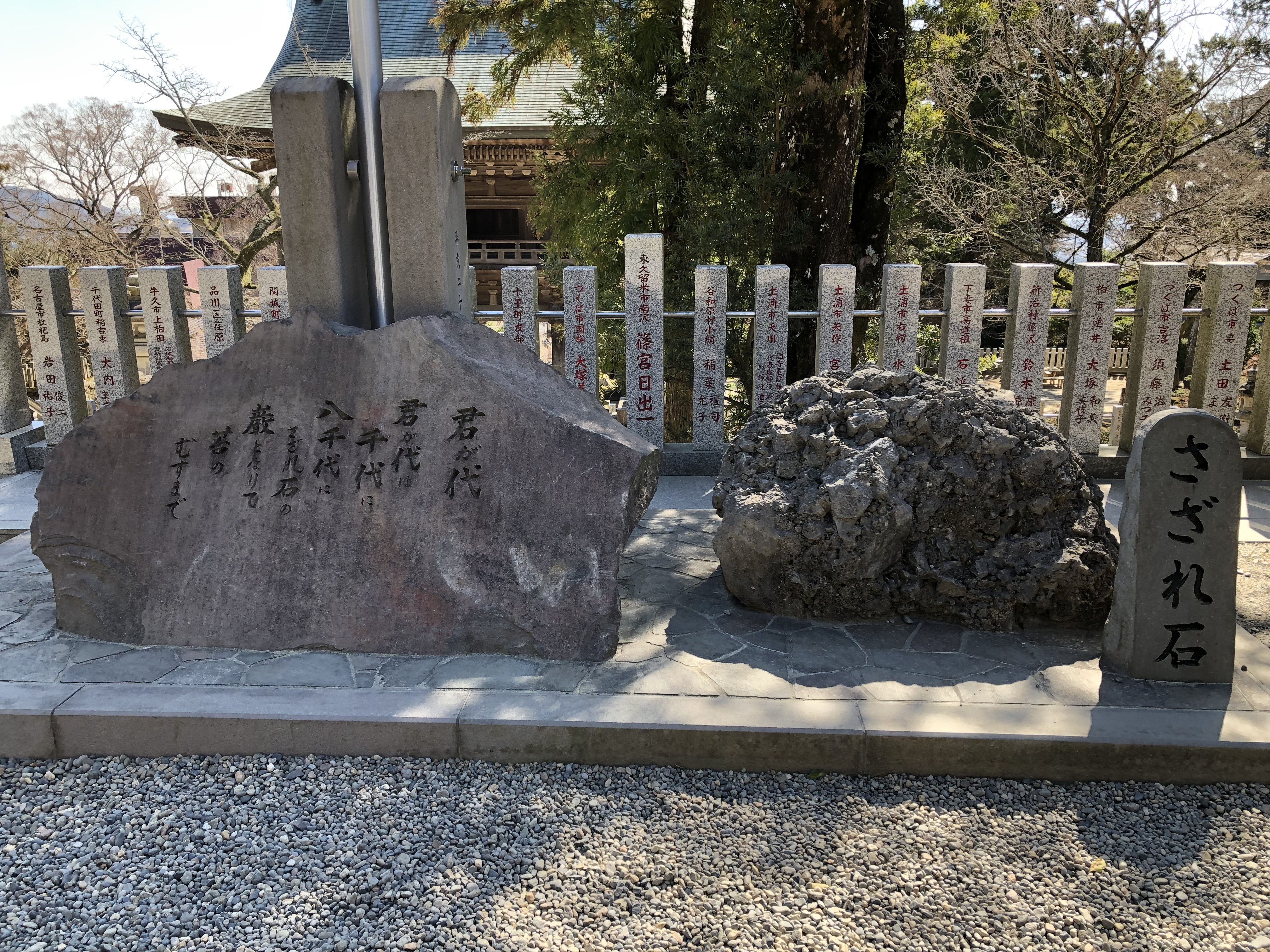
Sazare-ishi am Tsukubasan-jinja
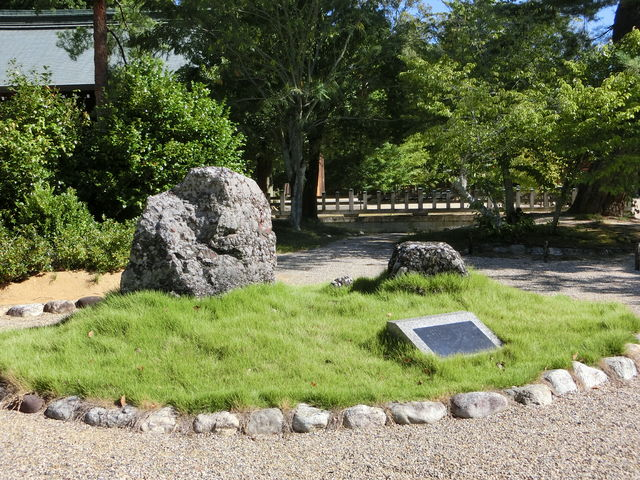
Sazare-ishi am Kashihara-jingū
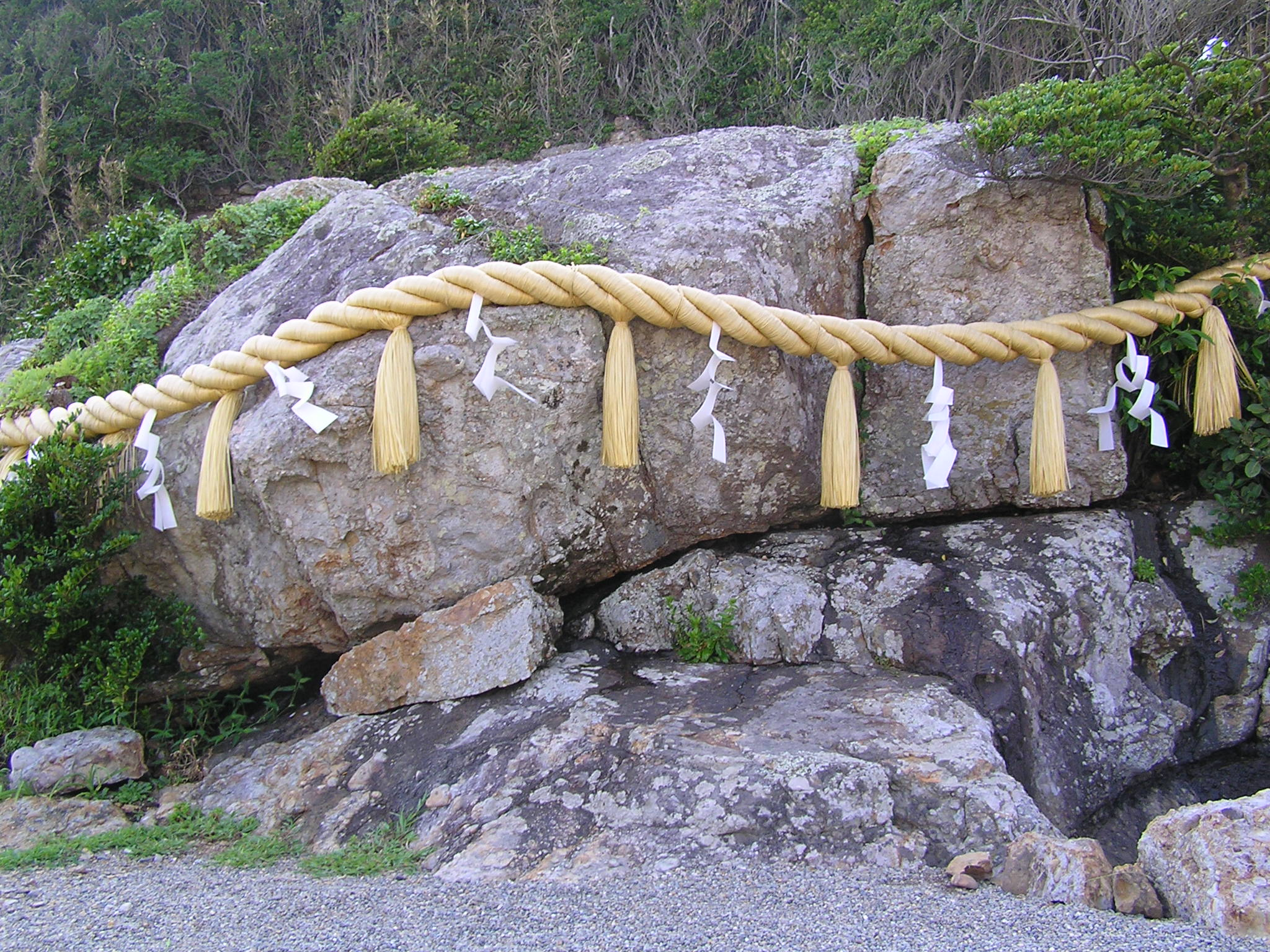
Einer der größten Sazare-ishi am Omi-Schrein in Hyūga